# Dar al-Majzén (Tánger)

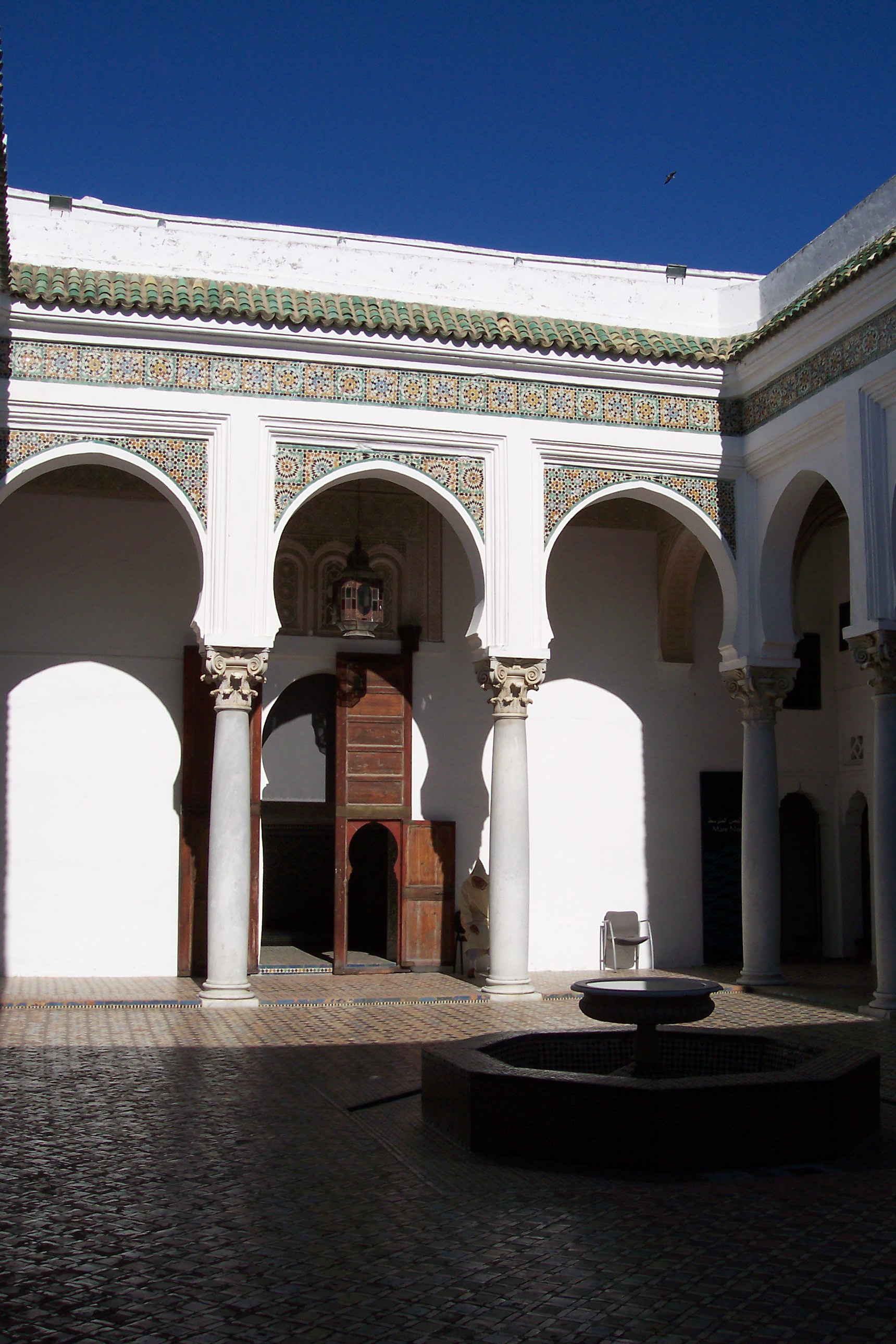
Vista del palacio, actual sede del Museo de la Ciudad.

El Dar el Makhzen (o palacio del sultán o del gobernador) es un palacio histórico del siglo XVIII, en la ciudad de Tánger, Marruecos. 
Se traduce como Morada del Tesoro.
Este palacio sirvió como residencia de los sultanes de Marruecos durante su estancia en la ciudad. Se levantó a principios del siglo XVIII, durante el reinado del sultán Moulay Ismail, después de la expulsión de los ingleses de la ciudad, en 1687. Encargó su construcción, el pachá Ahmed ben Ali al-Rifi, hijo del general Ahmad al-Rifi, libertador de la ciudad y gobernador semiautónomo de la ciudad de Tánger. Fue construido en la Kasbah en uno de los puntos más alto de la ciudad con vistas a la Medina y al Estrecho de Gibraltar, donde anteriormente habían tenido su sede los gobernantes británicos y anteriormente los portugueses y con bastante seguridad también los walis meriníes y almohades. El palacio es un exponente de la residencias de este periodo y presenta una fachada blanca y almenada sobre la plaza de la Alcazaba y un patio principal, un gran jardín y la separación entre espacios privados y ceremoniales. Fue ampliado en los siglos XVIII y XIX. El edificio está construido en torno a dos patios, todos los cuales están decoradas con techos de madera, fuentes de mármol y arabescos. Algunas de las columnas son de origen romano. Actualmente alberga la sede de los museos de Artes Marroquíes y el de Antigüedades. 
El Dar el Makhzen fue el palacio que sirvió como lugar de exilio del último sultán de Marruecos independiente, Moulay Hafid, después de su abdicación forzada por el Protectorado francés de Marruecos. Se mudó a él con un cortejo de 168 personas, formado por el personal a su servicio, sus esclavos y su propio harén. Permaneció en el palacio, después de que su hermano, Mulay Yusef, ascendió al poder después del Tratado de Fez.

## Museo de las Artes Marroquíes y Antigüedades

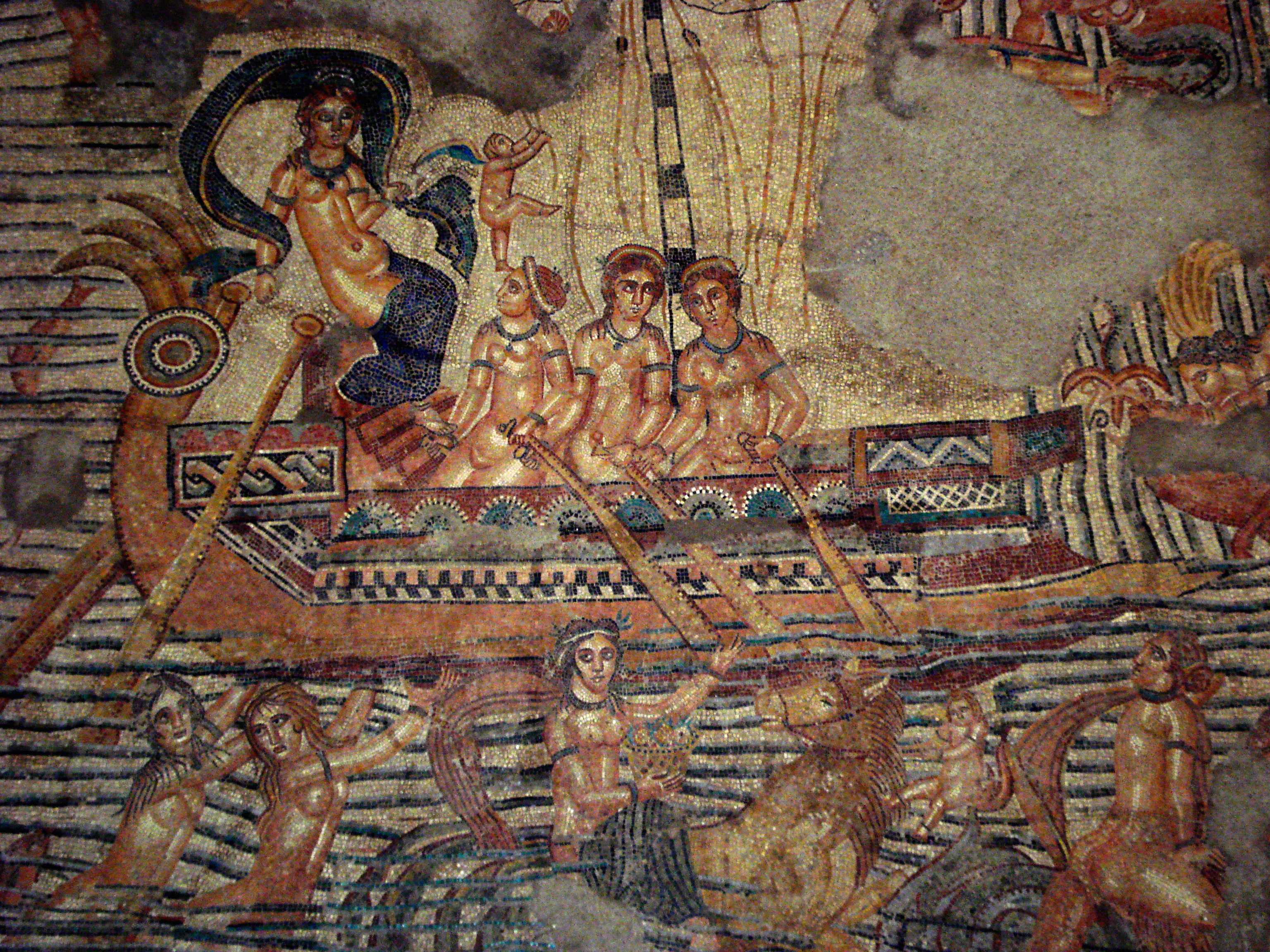
'La navegación de Venus', Mosaico romano encontrado en Volubilis. Palacio de la Kasbah (Tánger).

Las habitaciones del Sultán sirven actualmente como sede del Museo de las Artes Marroquíes, que muestra obras de arte de todo Marruecos, entre las que se encuentran armas de fuego decoradas con marquetería, alfombras, sedas de Fez y manuscritos. El Museo de Antigüedades ocupa lo que eran las cocinas del palacio. Alberga piezas arqueológicas halladas en antiguas ciudades romanas de Lixus, Cotta y Volubilis, entre las que destaca el mosaico La navegación de Venus, así como tumbas cartaginesas y piezas desde la prehistoria hasta la Edad Media, encontradas en la zona de Tánger. 
Cabe destacar el viaje de Venus, un mosaico romano de Volubilis que se muestran en el patio y varias reproducciones de bronces del Museo de la arqueología Rabat.